# Толыкбаев, Максат Маликович
Максат Маликович Толыкбаев (каз. Толықбаев Мақсат Мәлікұлы; род. 11 апреля 1988) — казахстанский политический деятель, депутат мажилиса парламента Казахстана VIII созывов. Журналист.

## Биография
Родился 11 апреля 1988 года в селе Курчум Курчумского района Восточно-Казахстанской области. Происходит из рода каракерей племени Найман. С малых лет воспитанием занималась его бабушка. Его отец Малик - учитель труда, искусный мастер по дереву, мама Алмагуль - врач.
В 2010 году окончил факультет журналистики Казахского национального университета имени аль-Фараби. В 2016 году завершил обучение в магистратуре Казахского национального университета им.аль-Фараби и стал магистром социологических наук.
В 2020 году окончил факультет юриспруденции Восточно-Казахстанского государственного университета им.С. Аманжолова.
С ранних лет увлекался спортом, стал мастером спорта по бегу и легкой атлетике.

## Трудовая деятельность
С 2009 по 2010 годы трудился ведущим, редактором в программе «Замандастар» 31 канала.
С 2011 по 2019 годы работал корреспондентом, диктором, редактором службы новостей «Информбюро» 31 канала, в городе Алматы.
С 2019 по 2020 годы – ведущий, редактор еженедельного аналитического сообщения» «Басты бағдарлама» Первого канала «Евразия».
С 2020 по 2022 годы – ведущий-продюсер политико-общественного ток-шоу «Ашық алаң» телеканала «Qazaqstan».
С 2022 года ведущий политико-общественного ток-шоу «Біздің мақсат», в АО «Агентство» Хабар».

## Депутатская деятельность
С 29 марта 2023 года — депутат Мажилиса Парламента Республики Казахстан VIII созыва. Избран по партийному списку партии «Аманат».

## Семья
Женат. Воспитывает троих детей.

## Награды
- Орден «Курмет» (2021 год).
- Обладатель гранта Президента Казахстана РК в области СМИ (2021).
- Победитель в номинациях «Лучший телеведущий-2016», «Халық сүйіктісі-2020», Адал тұлға-2021".